# Skreia
Skreia este o localitate din comuna Østre Toten, provincia Oppland, Norvegia, cu o suprafață de 1,22 km² și o populație de 1.044 locuitori (2013).